# فرودگاه چیانگ رای

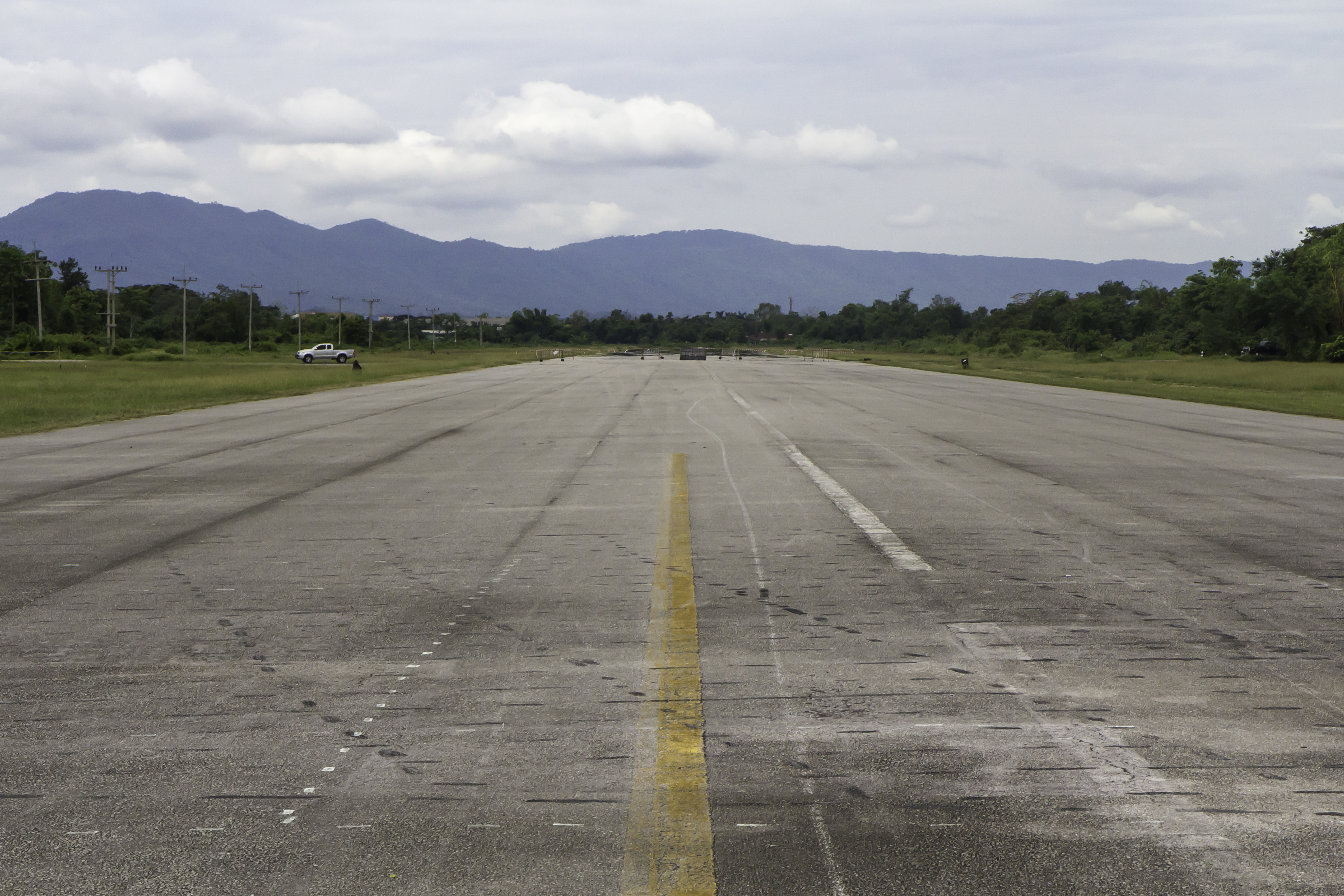
فرودگاه چیانگ رای

فرودگاه چیانگ رای (به انگلیسی: Chiang Rai Airport) یک فرودگاه نظامی است که یک باند فرود آسفالت دارد و طول باند آن ۱۵۴۴ متر است. این فرودگاه در کشور تایلند قرار دارد و در ارتفاع ۴۰۰ متری از سطح دریا واقع شده‌است.